# Marlon Felter
Marlon Felter (Suriname, 21 juli 1978) is een Surinaams voetballer in dienst van Walking Boyz Company. Eerder speelde hij voor Inter Moengotapoe en FCS Nacional.